# Fjellværsøya
Fjellværsøya, es una isla localizada en el municipio de Hitra, en la provincia de Sør-Trøndelag, en Noruega. Se encuentra cerca de la isla de Hitra hacia el suroeste. La isla está conectada con el pueblo de Ansnes en Hitra por el puente Krabbsundet y con el pueblo de Knarrlagsund en la isla de Ulvøya por el puente Knarrlagsund.
- Datos: Q5456495